# Taloir
Un taloir est la tablette carrée ou polygonale constituant la partie supérieure d'un chapiteau, sur laquelle repose la retombée des voûtes.
- Abaque qui désigne une tablette à calculer de l'Antiquité, terme toujours utilisé en architecture et en technique de construction.